# Робин Олсен
Робин Олсен (на шведски: Robin Olsen) е шведски футболист, вратар на шведския Малмьо.

## Кариера
Родителите на Олсен са датчани и той притежава датски паспорт, но израства в Швеция. Започва кариерата си школата на Малмьо, преди да се премести в академията на БК Олимпик.

### Малмьо
През 2011 г. Олсен преминава в Малмьо. Той прави дебюта си в Алсвенскан на 1 октомври 2012 г. в гостуването срещу ФК Сюрианска. В мач на 5 април 2013 г. срещу Отвидаберис, през второто полувреме Олсен заменя титулярния вратар. Тогава Олсен успява да удържи чиста мрежа в останалата част от мача, както и още три мача, преди да допусне гол в гостуването на Гьотеборг. Общо изиграва 10 мача за Малмьо по време на първенството през 2013 г., необичаен подвиг за втори вратар. Преди началото на сезон 2014 г. клубът продава Йохан Далин, което прави Олсен първи вратар. През сезон 2014 Олсен има 29 от 30 мача в лигата и е важна част от отбора, който защитава титлата си и се класира за груповата фаза на Шампионска лига 2014/15. За своите изяви в лигата Олсен е награден за вратар на годината. Той също така е номиниран за шведски вратар на годината на Fotbollsgalan.

### ПАОК
На 1 юли 2015 г. е обявено, че Олсен подписва 4-годишен договор с ПАОК за почти 650 000 евро.

### ФК Копенхаген
На 26 януари 2016 г. е обявено, че Олсен ще се присъедини към ФК Копенхаген под наем от ПАОК за шест месеца. Според треньорът на Копенхаген Столе Солбакен, отборът търси вратар поради контузията на Стефан Андерсен. Представянията на 26-годишния национал в Суперлигата на Гърция и Лига Европа до януари са под средните, но той запазва добрата си форма, откакто се присъединява към датския клуб и увеличава шансовете си да бъде включен в националния отбор на Швеция преди Евро 2016. ФК Копенхаген иска да направи трансфера постоянен.
На 24 май 2016 г. е обявено, че Олсен ще остане във ФК Копенхаген с договор за 4 години. ФК Копенхаген плаща 600 000 евро на ПАОК.

### Рома
През 2018 г. Олсен играе с Швеция на първия си четвъртфинал на Световното първенство по футбол 2018 и от него се интересуват някои от най-добрите европейски клубове. На 24 юли 2018 г. Олсен подписва договор с италианския Рома за 12 милиона евро.
Пристигането на Олсен в клуба е обявено само пет дни след продажбата на Алисон.
Олсен дебютира при победата с 1:0 срещу ФК Торино на 19 август 2018 г.

## Отличия

### Отборни
Малмьо
- Алсвенскан: 2013, 2014
- Суперкупа на Швеция: 2013

Копенхаген
- Датска суперлига: 2015/16, 2016/17
- Купа на Дания: 2016, 2017

### Индивидуални
- Вратар на годината в Алсвенскан: 2014
- Шведски вратар на годината: 2016, 2017, 2018